# Bogdašići (Tivat)
Pour les articles homonymes, voir Bogdašići.
Bogdašići (en serbe cyrillique : Богдашићи) est un village du sud-ouest du Monténégro, dans la municipalité de Tivat.

## Démographie

### Évolution historique de la population
| 1948 | 1953 | 1961 | 1971 | 1981 | 1991 | 2003 |
| ---- | ---- | ---- | ---- | ---- | ---- | ---- |
| 337  | 344  | 227  | 205  | 140  | 89   | 48   |